# Geogarypus albus
Espèce
Geogarypus albus est une espèce de pseudoscorpions de la famille des Geogarypidae.

## Distribution
Cette espèce est endémique du Selangor en Malaisie. Elle se rencontre vers Kelang.

## Description
Le mâle holotype mesure 2 mm et la femelle paratype 2,5 mm.

## Publication originale
- Beier, 1963 : Pseudoscorpione aus Vogelnestern von Malaya. Pacific Insects, vol. 5, p. 507-511 (texte intégral).